# حاجی‌مان
حاجی‌مان (به لاتین: Hacıman یا Hacman) یک منطقه مسکونی در جمهوری آذربایجان است که در شهرستان آق‌سو واقع شده است.